# ألفريدو مارينو تامايو
ألفريدو مارينو تامايو (بالإسبانية: Alfredo Merino Tamayo) هو لاعب كرة قدم ومدرب كرة قدم إسباني، ولد في 13 مايو 1969 في بالنثيا في إسبانيا. لعب مع نادي بالنثيا ‏.